# Emicida
Leandro Roque de Oliveira (17 de agosto de 1985), más conocido con el nombre artístico Emicida, es un cantante y productor musical brasileño de rap y hip hop. Es considerado uno de los más grandes maestros de ceremonias de los últimos años. El nombre "Emicida" es una fusión de las palabras "MC" y "homicida". Debido a sus frecuentes victorias en las batallas de improvisación, sus amigos empezaron a decir que Leandro era un "asesino" y que "mataba" a sus oponentes a través de las rimas. Más tarde, el rapero también creó una connotación de la sigla para el nombre: E.M.I.C.I.D.A (Mientras Mi Imaginación Componga Locuras Dominaré el Arte). Sus presentaciones en vivo son acompañados por DJ Nyack en los instrumentales.
La primera aparición del rapero en los medios - fuera de las batallas de improvisación - fue el sencillo "Triunfo", acompañado por un vídeo musical con más de 1,3 millones de visitas en YouTube. Emicida estrenó su trabajo en 2009, con una mixtape de veinticinco pistas intitulada Pra quem já Mordeu um Cachorro por Comida, até que eu Cheguei Longe..., por el sello discográfico independiente Laboratório Fantasma. En febrero de 2010, su segundo trabajo llegó en forma de EP titulado Sua Mina Ouve Meu Rep Tamém. También el 15 de septiembre del mismo año, lanzó la mixtape Emicídio, junto a un sencillo homónimo. Además de ser cantante, Emicida actúa como reportero del programa Manos e Minas, de la TV Cultura.

## Carrera

### Primeros años y batallas de improviso
La carrera de Emicida comenzó a principios de los años 1990, mientras que sus padres organizaron bailes black en las afueras de São Paulo, comenzó a usar los equipos y a escribir sus primeras rimas. Nacido en una familia pobre, él componía las rimas y se las pasaba a su amigo para que las grabara y las vendiera. Su padre falleció durante su infancia, como lo afirma en la canción "Ooorra...".
El rapero es conocido por sus rimas de improviso, que lo hicieron convertirse en uno de los MCs más respetados. Ganó once veces consecutivas en la batalla de MC de Santa Cruz y doce veces la Rinha dos MC's. Considerado como una de las mayores revelaciones del hip hop underground brasileño, Emicida acumula miles de visitas en cada una de sus batalla en YouTube y cerca de 900 mil visualizaciones de su perfil en MySpace.
En una de las batallas de improviso que ocurrieron en el centro de São Paulo, el rapero dueló con Nocivo Shomon, que poco tiempo después lanzó una canción diss intitulada "A rua é quem?", ya que Emicida es conocido por usar el lema "A rua é nóiz". Sin embargo, no hubo respuesta a la música.

### Primer trabajo y EP

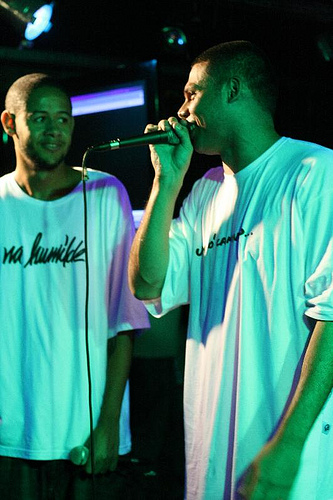
Emicida (a la izquierda) presentándose en vivo junto a MC Marechal.

Emicida hizo sus primeras composiciones grabadas alrededor del año 2005, período en el que entró a los desafíos de las batallas. En 2008, lanzó su primer sencillo, producido por Felipe Vassão, titulado "Triunfo". Consiguió la venta de aproximadamente unas setecientas copias en el primer mes hasta la publicación en Internet. Junto al sencillo llegó un videoclip que llegó a más de seiscientas mil visitas. En el primer trimestre de 2009 ocurrió el lanzamiento de su mixtape debut, titulada Pra quem já Mordeu um Cachorro por Comida, até que eu Cheguei Longe..., que contenía 25 temas grabados desde el inicio de su carrera. Según datos de la revista semanal Época, Emicida ha vendido tres mil ejemplares del disco en el "boca a boca" a un precio que varía entre R$ 2 y R$ 15.
El artista fue nominado para el Video Music Brasil 2009, premio musical brasileño, organizado por la MTV, donde concurrió en las categorías "Mejor Grupo/Artista Rap", "Apuesta MTV" y "Video clip del Año", con "Triunfo", pero fue derrotado por MV Bill, Vivendo do Ócio y por el sencillo "Sutilmente" de Skank, respectivamente.
En 2010, Emicida lanzó el segundo sencillo de su carrera, intitulado "Besouro", que fue incluido en su segunda mixtape. A finales de enero de ese año llegó su segundo disco, el EP Sua Mina Ouve Meu Rep Tamém, con referencia a la canción "Sua Mina Ouve Meu Rap" de MC Marechal, con quien mantiene afiliaciones.

### Emicídio
En el segundo semestre de 2010, Emicida comenzó a grabar su segunda mixtape. Cuestionado sobre el hecho de no lanzar un álbum de estudio, el rapero dijo: "Es más casero [el formato mixtape], los mis amigos productores me muestran los beats que hicieron, me voy a casa, escribo una letra. Para hacer un álbum quería que todos estuvieran en el estudio, creándolo de a poco".
Después de un anuncio de una semana, el lanzamiento de su tercer sencillo tuvo lugar el viernes 13 de agosto, con el título de Emicídio, que trata acerca de las dificultades que encontró para llegar a donde está. Junto a la canción fue anunciado por el MySpace el lanzamiento de su segunda mixtape para el 15 de septiembre, intitulada Emicídio. El 9 de septiembre, Emicida asistió al Programa do Jô, de la Rede Globo, un hecho que hizo que el MC alcanzara los trending topics mundiales del Twitter.
La tapa de la mixtape fue divulgada junto a la lista de pistas en el día 12 de septiembre. Emicídio tiene dieciocho pistas con apariciones de raperos como Kamau en "De onde cê vem" y Rael da Rima en "Beira de piscina". En ella, Emicida trata de temas como ser padre, las batallas de MC, el rap de hoy en día, sus amigos, su madre, entre otros. Al igual que lo que sucedió en el lanzamiento de su primer trabajo, el sello discogáfico Laboratório Fantasma estipuló un precio máximo de R$5 para cada disco y convocó a representantes a través de la Internet para que los vendieran en todas partes de Brasil.
En diciembre de 2010, Emicida participó en el sencillo "Olha pros neguinho", del rapero Xará.
La canción 9 círculos de Emicida, incluida en la banda sonora del videojuego Max Payne 3 hace referencia a los nueve círculos del infierno de la Divina comedia de Dante.

## Apariciones en los medios de comunicación
En febrero, Emicida tuvo una participación especial en Altas Horas, un programa de auditorio de la Rede Globo, donde presentó las canciones "E.M.I.C.I.D.A." y "Triunfo". Su presencia en el programa supone una nueva era para rap brasileño, que era conocida previamente por la mentalidad cerrada, con pocas apariciones en los medios de comunicación y críticas frente a la respectiva emisora. En abril de 2010, se unió al elenco del programa Manos e Minas, de la TV Cultura, donde se convirtió en periodista, entrevistando a varias celebridades del mundo de la música.
Realizando varios shows por Brasil, Emicida fue invitado a unirse Virada Cultural de 2010, donde actuó junto con Ellen Oleria y fue considerado una de las figuras más destacadas del evento, junto con Mallu Magalhães. En otro festival del mismo año, el Coquetel Molotov, el rapero también fue consideradocomo uno de los principales atractivos del evento.
La banda Cine invitó al rapero para hacer una contribución en la grabación de un DVD - lo que sería un hecho sin precedentes en relación con ambos tipos de estilos musicales - pero finalmente se negó para trabajar en su segunda 'mixtape. Poco tiempo después, lo contactó otra banda del mismo estilo, pero ahora, con la disponibilidad, aceptó la invitación. Juntamente con raperos como Kamau, Rincon Sapiencia, Rappin' Hood, Negra Li y Aggro Santos, Emicida participó en el nuevo álbum de NX Zero, llamado Projeto Paralelo. Emicida cantó Só Rezo 0.2 junto a la rapera estadounidense Yo Yo, la canción fue acompañada de un video musical.
El 25 de octubre, el rapero Cabal publicó en su cuenta de Twitter una carta pública proponiéndole a Emicida el final de la disputa entre los dos y la creación del evento Hip Hop da Paz. Como no obtuvo respuesta durante una semana, Cabal grabó la canción diss "Malleus Maleficarum" que tampoco obtuvo respuesta.

## Discografía

### Álbum de estudio
- O Glorioso Retorno de Quem Nunca Esteve Aqui (2013)
- Sobre Crianças, Quadris, Pesadelos e Lições de Casa... (2015)
- Língua Franca (2017)

### Mixtapes
- Pra quem já Mordeu um Cachorro por Comida, até que eu Cheguei Longe... (2009)
- Emicídio (2010)

### EP
- Sua Mina Ouve Meu Rep Tamém (2010)
- Doozicabraba e a Revolução Silenciosa (2011)
- Ao Vivo no Rock in Rio (2013)
- Rdio Sessions (2016)

### Álbumes de video
- 10 anos de Triunfo (2018)

### Sencillos
- "Triunfo" (2008)
- "Avua Besouro" (2010)
- "Emicídio" (2010)
- "Rua Augusta" (2011)
- "Quero ver quarta-feira" (2011)
- "Zica, Vai Lá" (2012)
- "Dedo na Ferida" (2012)
- "Rinha (Já Ouviu Falar?)" (2012)
- "Demorô" (con Criolo) (2013)
- "Crisântemo" (con Dona Jacira) (2013)
- "Hoje Cedo" (con Pitty) (2013)
- "Zoião" (2013)
- "Papel Caneta e Coração" (junto a Coyote dos Beats) (2013)
- "InSOMnia" (junto a Ogi y DJ Caique) (2014)
- "Levanta e Anda" (junto a Rael) (2014)
- "Minha Vida" (junto a Lakers y Pá) (2014)
- "Bonjour" (junto a Féfé) (2015)
- "Boa Esperança" (junto a J. Ghetto) (2015)
- "Passarinhos" (con Vanessa da Mata) (2015)
- "Mãe" (junto a Dona Jacira y Anna Tréa) (2016)
- "Madagascar" (2016)
- "Chapa" (2016)
- "Mandume" (junto a Drik Barbosa, Amiri, Rico Dalasam, Muzzike, Raphão Alaafin) (2016)
- "Baiana" (con Caetano Veloso) (2017)
- "Ela" (con Rael, Capicua y Valete) (2017)
- "Ideal" (con Rael y Capicua) (2017)
- "A Chapa É Quente" (con Rael) (2017)
- "Oásis" (con Miguel) (2017)
- "Pantera Negra" (2018)
- "Hacia el Amor" (con Ibeyi) (2018)